# Dicaelotus sparsepunctatus
Dicaelotus sparsepunctatus là một loài tò vò trong họ Ichneumonidae.